# 콜라포르티드

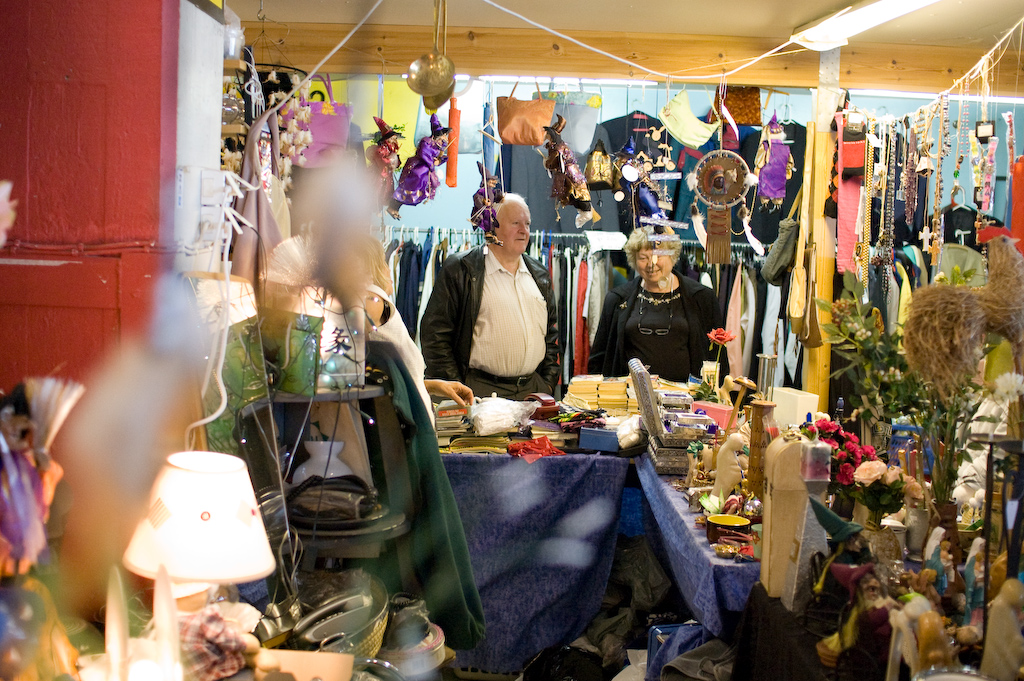
콜라포르티드의 한 점포

콜라포르티드(아이슬란드어: Kolaportið)는 아이슬란드 레이캬비크에 위치한 벼룩시장이다. 본래 1989년 아르나르홀에서 아이슬란드 중앙은행 지하 주차장에서 시작했다. 5년 후, 콜라포르티드가 열리는 장소가 지금의 위치인 1층으로 이동하였다.
주말에만 열린다.